# Cosmarium costatum
Cosmarium costatum  là một loài Song tinh tảo trong họ Desmidiaceae, thuộc chi Cosmarium.